# Io sono leggenda (colonna sonora)
Io sono leggenda è la colonna sonora dell'omonimo film, composta da James Newton Howard.

## Tracce
1. My Name Is Robert Neville – 2:50
2. Deer Hunting – 1:16
3. Evacuation – 4:26
4. Scan Her Again – 1:41
5. Darkseeker Dogs – 2:16
6. Sam's Gone – 1:45
7. Talk To Me – 0:55
8. The Pier – 5:17
9. Can They Do That? – 2:09
10. I'm Listening – 2:09
11. The Jagged Edge – 5:15
12. Reunited – 7:49
13. I'm Sorry – 2:21
14. Epilogue – 4:13